# 三極姫2〜天地大乱・乱世に煌く新たな覇龍〜
『三極姫2』（さんごくひめ2）は、『三国志演義』を題材としたウォー・シミュレーションゲームのシリーズ第2弾。PC版アダルトゲームはユニコーン・エーのげーせん18、家庭用ゲーム機向けにはシステムソフト・アルファーより発売されている。同シリーズは新作を発売するたびにシステムの改良やグラフィックの刷新を重ねており、特にPCから家庭用への移植の際は全面的にシナリオが改稿されているため、同じ『2』の名を冠していても内容は大きく異なる。
歴史上は男性だった人物のうち40名以上が女性キャラクター化されて登場し、戦争での勝利だけでなくヒロインとの交流もゲームの目的になっている。
ゲームの内容は、アドベンチャーパートとシミュレーションパートを交互に繰り返し大陸制覇までの過程を追う「通常モード」と、任意の勢力を選んでシミュレーションに専念する「群雄モード」の2つがある。
合戦では、兵を率いる武将たちを操作して城の攻略や防衛を行う。戦闘の際に武将同士の一騎討ちが発生することがあり、ここでヒロイン武将を打ち負かすと衣服が破れる「脱衣カットイン」が表示される。

## 歴史
三極姫2〜天地大乱・乱世に煌く新たな覇龍〜（てんちたいらん・らんせにきらめくあらたなはりゅう）
2012年7月27日、PC版発売。内容は前作のPlayStation Portable (PSP) 版『三極姫〜三国乱世・覇天の采配〜』を基本としているが、新たに羊琥・賈充が登場し、曹操をはじめとした一部のキャラクターデザインを刷新している。
三極姫2〜天地大乱・乱世に煌く新たな覇龍〜遊戯強化版
2012年10月26日、PC版発売。システム改良データ、前作のPlayStation 3 (PS3) 版『三極姫〜戦煌の大火・暁の覇龍〜』で追加された「晋ルート」、蜀に身を置く記憶喪失の主人公が羊琥との因縁の真相を追う新作シナリオ「銀河ルート」を収録。
三極姫2〜天地大乱・乱世に煌く新たな覇龍〜遊戯強化版弐
2013年5月31日、PC版発売。システム改良データ、新デザインの関羽と張飛が先行登場する「真・銀河ルート」を収録。
三極姫2〜天下覇統・獅志の継承者〜（てんかはとう・ししのけいしょうしゃ）
2013年4月11日、PSP版発売。PC版からシナリオを一新。祝融・蔡焔が登場し、関羽と張飛をはじめとした一部のキャラクターデザインを刷新している。
2013年6月27日、PlayStation Vita (PS Vita) 版発売。ダウンロードコンテンツ (DLC) で前作『三極姫』のキャラクターを武将として登場させられる。
三極姫2〜皇旗咆哮・覚醒めし大牙〜（こうきほうこう・めざめしたいが）
2013年8月1日、PlayStation 3 (PS3) 版発売。新たに「漢ルート」を収録。DLCには『戦極姫』のキャラクターが追加された。

## 登場人物
声の出演とキャラクターデザインはPC版 / 家庭用の順に表記。同じ場合は統一した。
なお「登場しない」となっている人物も、無個性なエキストラ武将に名前が使われている場合がある。

### 主人公
銀河（ぎんが）
声 - 古河徹人
画 - yomi
通常モードの主人公。姓名不詳の風来坊で、ただ字のみを名乗っている。彼の素性は選択したルートによって異なり、銀河が相当する人物を題材としたキャラクターはそのルートでは登場しなくなる。
PC版
魏ルートでは曹操に弟分として召し抱えられ、彼女を姉として慕う。曹操は銀河を従弟の曹純の兄・曹仁に仕立て上げ、素行の悪かった彼を鍛えなおすため手元に置いていると配下に説明している。
呉ルートでは孫堅の息子・孫策がその正体であり、出奔して各地を放浪していたが董卓討伐戦を機に帰参して父の跡を継ぐ。
蜀ルートでは親の顔すら知らず、首飾りを唯一の身元の手がかりとしていた。物語の中盤、旅先で生前の銀河の両親に出会っていたことを思い出した劉備によって趙雲の名が伝えられる。
晋ルートでは父・司馬懿に反発して生家を飛び出した司馬昭が正体だった。
銀河ルートでは記憶を失っており、刺客と同じ首飾りを所持していることや、かすかに覚えている羊琥の存在に悩む。実は賈充が作り上げた傀儡兵の一人だった。
真・銀河ルートでは董卓に成り代わって長安を制圧し、「俺は大陸すべての美女を嫁にする。異議あるものは去れ！」と宣言した結果、本当に周りから誰もいなくなってしまう。
家庭用
王允によって伝説の武将・呂布の偽者に仕立て上げられ、黄巾の乱の鎮圧に参加。その後は董卓の配下となるが、最後は主を斬り捨て、魏・呉・蜀のいずれかに流れ着く。
蜀ルートでは、乱の後も生き延びていた張角から劉備の名を受け継ぐ。
漢ルートでは、漢朝に仕える武人・朱儁であり、皇甫嵩を補佐して王朝復興に励む。

### 魏
曹操 孟徳（そうそう もうとく）
声 - 桜川未央 / 小林眞紀
画 - con
乱世を治めようと覇道を歩む少女。
夏侯惇 元譲（かこうとん げんじょう）
声 - 瀬路啓維
画 - 松竹梅雄
曹操の右腕として活躍する魏の宿将。
夏侯淵 妙才（かこうえん みょうさい）
声 - 杉原茉莉 / 水口まつり
画 - こうきくう
夏侯惇の妹。議論を嫌い体を動かすことを好む。
曹洪 子廉（そうこう しれん）
声 - 小林眞紀
画 - con
【PC版】登場しない。
【家庭用】曹操の従妹で、曹仁の姉。恥ずかしがりや。
曹仁 子孝（そうじん しこう）
声 - 桜川未央 / 小林眞紀
画 - con
曹操の妹分。猪突猛進型。
許猪 仲康（きょちょ ちゅうこう）
声 - 藤森ゆき奈
画 - 荒ぶる酔っ払い
典韋に見出されて魏軍に加わった野生児。
典韋（てんい）
声 - 青葉りんご / 加藤恵
画 - 荒ぶる酔っ払い
曹操の護衛。恋愛には奥手。
徐晃 公明（じょこう こうめい）
声 - 水純なな歩 / 倉田まりや
画 - 広輪
不敗将軍と呼ばれるクールな武将。
于禁 文則（うきん ぶんそく）
声 - 小次狼 / 桜木章人
画 - 松竹梅雄
明るいがやや礼儀に欠ける武人。
楽進 文謙（がくしん ぶんけん）
声 - 狛乃ハルコ / 橘志穂
画 - Grune
寡黙でまじめな武将。
荀攸 公達（じゅんゆう こうたつ）
声 - 藤森ゆき奈
画 - 池田淳
荀彧の双子の姉。用心深い軍師。
荀彧 文若（じゅんいく ぶんじゃく）
声 - 藤森ゆき奈
画 - 池田淳
荀攸の双子の妹。活発な軍師。
郭嘉 奉孝（かくか ほうこう）
声 - 東かりん / 平山縁
画 - 池田淳
人見知りの幼い軍師。
程昱 仲徳（ていいく ちゅうとく）
声 - 小次狼 / 桜木章人
画 - 松竹梅雄
魏の軍師の最高齢でまとめ役。
李典 曼成（りてん まんせい）
声 - 瀬路啓維
画 - yomi
皮肉屋の発明家。
張遼 文遠（ちょうりょう ぶんえん）
声 - 和葉 / 伊藤葉純
画 - Grune
童顔だが勇猛な騎馬武者。夏侯惇をもしのぐ魏軍最強の将。

### 呉
孫堅 文台（そんけん ぶんだい）
声 - 星一人 / 大羽武士
画 - 松竹梅雄
呉の当主。袁術の配下という立場を強いられている。
孫策 伯符（そんさく はくふ）
声 - 和葉 / 伊藤葉純
画 - 牡丹
孫権の姉。衝動的な性格で周瑜を振り回す。
孫権 仲謀（そんけん ちゅうぼう）
声 - 東かりん / 平山縁
画 - こうきくう / 中村ユキトシ
呉の後継者である明るく活発な少女。
【PC版】呉ルートでは兄の銀河に肉親を越えた愛情を抱いており苦悩する。
周瑜 公瑾（しゅうゆ こうきん）
声 - 咲ゆたか / 坂田有希
画 - 牡丹
孫策を支える親友。男装の麗人。
呂蒙 子明（りょもう しめい）
声 - 歌織 / 富山あかり
画 - 某人間
かつては武辺者だったが努力して智謀も身につけた名将。
陸遜 伯言（りくそん はくげん）
声 - 青葉りんご / 加藤恵
画 - しーあーる
頭脳明晰な武将だが、体はまだ鍛えている最中。
程普 徳謀（ていふ とくぼう）
声 - 星一人 / 大羽武士
画 - 松竹梅雄
呉の四天王の筆頭。
韓当 義公（かんとう ぎこう）
声 - 柚木ヒロ
画 - 松竹梅雄
呉の四天王の1人。短気な性格。
祖茂 大栄（そも たいえい）
声 - 真木将人
画 - 松竹梅雄
呉の四天王の1人。明るく朗らかな性格。
黄蓋 公覆（おうがい こうふく）
声 - 宮脇政道
画 - 松竹梅雄
呉の四天王の1人。武勇は4人の中で随一とされる。
凌統 公績（りょうとう こうせき）
声 - 鈴音華月 / 飯野ユウ
画 - 某人間
父の跡を継いで呉軍に加わった生真面目な若武者。
甘寧 興覇（かんねい こうは）
声 - 上田朱音
画 - しーあーる
鈴の音で知られる自由奔放な河賊。
太史慈 子義（たいしじ しぎ）
声 - 香澄りょう / 高城みつ
画 - こうきくう
劉繇の配下。義理堅い性格。
周泰 幼平（しゅうたい ようへい）
声 - 杉原茉莉 / 水口まつり
画 - こうきくう / 中村ユキトシ
実直な武将。孫権の姉貴分。
小喬（しょうきょう）
声 - 倉田まりや
画 - 永瀬ハルヒト
【PC版】美人姉妹として名高い「江東の二喬」の妹。と見せかけて実は男の娘。
【家庭用】DLCで登場する。
大喬（だいきょう）
声 - 水純なな歩
画 - 永瀬ハルヒト
【PC版】美人姉妹として名高い「江東の二喬」の姉。とてもおおらか。
【家庭用】DLCで登場する。

### 蜀
劉備 玄徳（りょうび げんとく）
声 - 胸肩腎
画 - 松竹梅雄
【PC版】飄々としてとらえどころのない男。人を惹きつけてやまない。
【家庭用】登場しない。蜀ルートでは、張角の真名が「劉備」だった。
関羽　雲長（かんう うんちょう）
声 - 青葉りんご / 加藤恵
画 - かん奈 / カグユヅ
劉備配下の最強の武人。気高くやさしい。
張飛 翼徳（ちょうひ よくとく）
声 - 咲ゆたか / 坂田有希
画 - かん奈 / カグユヅ
無口な猛者。関羽を姉と慕う。
諸葛亮 孔明（しょかつりょう こうめい）
声 - 桜川未央 / 中田順子
画 - かん奈 / すろうす
底知れない智謀の軍師。見た目は幼い少女だが、正体は長い時を生きた猫の化身。
趙雲 子龍（ちょううん しりゅう）
声 - 香澄りょう / 高城みつ
画 - 漢画797 / KOSO
仕えるべき相手を探して放浪する武人。
黄忠 漢升（こうちゅう かんしょう）
声 - 宮沢ゆあな
画 - ごばん
凄腕の射手。劉表の配下で、色気を振りまきつつ容赦をしない冷徹さを見せる。
徐庶 元直（じょしょ げんちょく）
画 - yomi
声 - 小次狼 / 桜木章人
鳳統の弟子だったが脱落して喧嘩に明け暮れていた。今は更生しているが軍師としての素養は疑われている。幼女好き。
鳳統 士元（ほうとう しげん）
声 - 越雪光 / 小林範雄
画 - 松竹梅雄
隠棲している名高い軍師。
法正 孝直（ほうせい こうちょく）
声 - 来栖川勇 / 片桐勇介
画 - yomi
劉璋の軍師。やる気のない風を装っている。
魏延 文長（ぎえん ぶんちょう）
声 - 島眞閑
画 - 松竹梅雄
見た目からして野盗のような男。黄忠には頭が上がらない。
馬謖 幼常（ばしょく ようじょう）
声 - 上田朱音
画 - SeN
諸葛亮の弟子。いたずら好きの少女。
王平 子均（おうへい しきん）
声 - 東かりん / 平山緑
画 - 広輪
放浪の武将。堅実だがドジな一面もある。
姜維 伯約（きょうい はくやく）
声 - 金田まひる
諸葛亮の弟子。まだ師匠に頼る癖がある。
馬岱（ばたい）
声 - 宮中太一
画 - yomi
【PC版】武者修行のため西涼から出てきた若者。
【家庭用】登場しない。
厳顔（げんがん）
声 - 柚木ヒロ
画 - 松竹梅雄
劉璋配下の老将。しばしば熊にたとえられる。
阿斗（あと）
声 - 草柳順子
画 - かん奈
【PC版】劉備の娘。読書好きの少女。蜀ルートでは戦死した父の跡を継いで2代目劉備を名乗る。
【家庭用】DLCで登場する。

### 晋
司馬懿 仲達（しばい ちゅうたつ）
声 - 或振奴緋一紅九
画 - 漢画797
【PC版】曹操の軍師だが、主に裏で暗躍する。野心家で味方や肉親にすら容赦はしない。
【家庭用】登場しない。DLCの「司馬懿」は「謎の少女」の姿である。
鄧艾 士載（とうがい しさい）
声 - 橘志穂
画 - 漢画797
【PC版】司馬懿の腹心。寡黙で戦うことしか知らない。
【家庭用】DLCで登場する。
司馬師 子元（しばし しげん）
声 - 中田順子
画 - 中野美紀
【PC版】司馬懿の娘で司馬昭銀河の姉。病弱なため成長が止まっている。たおやかな見た目に反して才気は底知れない。
【家庭用】DLCで登場する。
王元姫（おうげんき）
声 - 藤森ゆき奈
画 - 中野美紀
【PC版】司馬昭銀河の許婚。彼を愛するあまりストーカーまがいの行為を働くヤンデレ。
【家庭用】DLCで登場する。

### その他
袁紹 本初（えんしょう ほんしょ）
声 - 金田まひる
画 - Grune
名門・袁家の当主。わがままで派手好きだが、名声に恥じない器量を備えている。
顔良（がんりょう）
声 - 或振奴緋一紅九 / 宮脇政道
画 - 松竹梅男
袁紹の忠臣。
文醜（ぶんしゅう）
声 - 小友わかば / 平山緑
画 - 松竹梅男
袁紹の忠臣。女性だが中年でありヒロインキャラクターではない。
田豊 元皓（でんほう げんほう）
声 - 草柳順子 / 中田順子
画 - 双葉聖
袁紹の軍師。心配性で慎重な性格。
張袷 儁乂（ちょうこう しゅんがい）
声 - 宮沢ゆあな
画 - ごばん
袁紹の配下。実力は高いが臆病で逃げることばかり考えている。
晋ルートでは玉璽の危険性を知る重要人物として登場する。
袁術 公路（えんじゅつ こうろ）
声 - 金田まひる
画 - Grune
袁紹の妹だが仲はよくない。呉を支配下に置く横柄な少女。自分では歩かず車輪つきの椅子に乗って移動する。
紀霊（きれい）
声 - 歌織 / 富山あかり
画 - 広弥
袁術の側近。
董卓 仲穎（とうたく ちゅうえい）
声 - 島眞閑
画 - yomi
黄巾党討伐のため涼州から現れた将。漢王朝腐敗の原因だった宦官を一掃するが暴政に手を染める。
董白（とうはく）
声 - 狛乃ハルコ / 倉田まりや
画 - 荒ぶる酔っ払い
董卓の妹。性格は兄とは大違いで心優しい。世間知らずのため李儒に焚きつけられて兄の跡を継ごうとする。
華雄（かゆう）
声 - 咲ゆたか / 坂田有希
画 - Grune
董卓配下の猛将だが銀河に敗れる。その後、どのルートでも彼の下に流れてくる。素顔はまだあどけない少女。
李儒（りじゅ）
声 - 風見トーリ / 石川弘則
画 - yomi
董卓の軍師。残忍な性格で、主の死後はその妹の董白を祭り上げて実権を握ろうとする。
呂布 奉先（りょふ ほうせん）
声 - 和葉 / 飯野ユウ
画 - 歩鳥 / 上見理介
世が乱れると現れるという最強の武人。善悪は問わず力のみを是とする。
【PC版】蜀ルートでは玉璽を破壊し得る存在として戦乱の黒幕である仙人たちから恐れられていたが、司馬懿に囚われ玉璽と融合させられる。
高順（こうじゅん）
声 - 中家志穂 / 橘志穂
画 - 荒ぶる酔っ払い
「陥陣営」と呼ばれる部隊を率いる傭兵。
陳宮 公台（ちんきゅう こうだい）
声 - 島眞閑
画 - yomi
【PC版】素顔を隠した謎の軍師。呂布に仕える。
【家庭用】登場しない。
馬騰 寿成（ばとう じゅせい）
声 - 柚木ヒロ
画 - 松竹梅男
涼州の将。周辺の騎馬民族からも信用される誠実な男。
馬超 孟起（ばちょう もうき）
声 - 猪鹿ちよ
画 - KOSO
馬騰の娘。鷹にたとえられる荒武者。
鳳徳 令明（ほうとく れいめい）
声 - 香澄りょう / 高城みつ
画 - こうきくう
馬騰の配下で馬超の教育係。
韓遂 文約（かんすい ぶんやく）
声 - 越雪光 / 小林範雄
画 - 松竹梅男
涼州の将。馬騰の友人だが喧嘩も多い。
賈駆 文和（かく ぶんわ）
声 - 草柳順子 / 中田順子
画 - Grune
張繡の軍師。何を考えているのかさっぱりわからない。
孟獲（もうかく）
声 - 倉田まりや
画 - 永瀬ハルヒト
【PC版】南蛮王を名乗る異民族の首長。象の王・兀突骨に乗る。
【家庭用】DLCで登場する。
公孫讃 伯珪（こうそんさん はくけい）
声 - 中屋志穂 / 橘志穂
画 - Grune
白馬将軍と呼ばれる北平の太守。誇り高いお嬢様。
張角（ちょうかく）
声 - 片岡一郎 / 蓮岳犬
画 - 松竹梅男
黄巾の乱を引き起こした太平道の教祖。
【家庭用】蜀ルートでは、いまわの際に真の名である「劉備」を明かし、銀河に受け継がせる。
張魯 公祺（ちょうろ こうき）
声 - 猪鹿ちよ
画 - SeN
若くして五斗米道の教祖を務める少女。稲作の技術に秀でる。
張繡（ちょうしゅう）
声 - 宮中太一 / 石川弘則
画 - yomi
荊州の将。気弱で優柔不断な青年。賈駆との凸凹コンビで何とか領地を切り盛りしている。
劉表 景升（りゅうひょう けいしょう）
声 - 真木将人
画 - 松竹梅男
荊州の将。狡猾で、狙われやすい領地を巧みに守り抜いてきた。病に冒されている。
劉璋 李玉（りゅうしょう りぎょく）
声 - 片岡一郎 / 蓮岳犬
画 - 松竹梅男
益州の将。世渡りがうまく、利益を優先して動く。
厳白虎（げんぱくこ）
声 - 倉田まりや
画 - 牡丹
「東呉の徳王」を称する猫人。自信過剰で、たとえ負けても考えを改めない。
偽の呂布
声 - ますおかゆうじ
画 - ぬりぬり
【PC版】仮面をつけた大男。元は董卓に拾われた野生児で、最強の武将に仕立て上げられるが突如として現れた本物の呂布に一蹴される。
蜀ルートでは村娘の貂蝉に救われて生き延び、その村を守るために新たな仮面をつけて再起する。しかし戦で村が滅んだため、乱世への復讐として蜀に帰順。仙人に操られた呂布と再度対峙する。
【家庭用】登場しない。ただし主人公の銀河が冒頭で偽の呂布を演じる。
謎の少女
声 - 猪鹿ちよ
画 - 漢画797
【PC版】司馬懿が保護した身寄りのない少女。その正体は仙人たちが創造した人型の玉璽で、帝王の魂を取り込む器となるものだった。
【家庭用】DLCで登場する。キャラクター名は「司馬懿」。
賈充 公閭（かじゅう こうりょ）
声 - 仙台誠
画 - おぶい
【PC版】絶望を体現する仮面の男。いにしえの仙人が生み出した魔人。
【家庭用】登場しない。
羊琥 叔子（ようこ しゅくし）
声 - 鈴音華月
画 - おぶい
【PC版】絶大な強さを誇るサディスティックな女。いにしえの仙人が生み出した魔人。
【家庭用】DLCで登場する。
祝融（しゅくゆう）
声 - 飯野ユウ
画 - 広弥
【PC版】ソフマップ購入特典の追加ディスクで登場。
【家庭用】火の女神。性格はわがままで尊大。
蔡焔 文姫（さいえん ぶんき）
声 - 倉田まりや
画 - すろうす
【PC版】登場しない。
【家庭用】才女として名高いが、実は暴走集団「飛天」のリーダー「蔡文鬼」。
皇甫嵩 義真（こうほすう ぎしん）
声 - 倉田まりや
画 - すろうす
漢朝に仕える武人。黄巾の乱鎮圧に赴く。基本的には男性で、エキストラ扱い。
【家庭用】漢ルートでのみヒロインとして登場。銀河とともに王朝復興を目指す。